# Alonso González de Herrera
Alonso González de Herrera (segle xv) fou un noble castellà, guarda major i secretari de cambra de Joan II de Castella.

## Biografia
Fill de Rodrigo Gómez de Herrera. D'acord amb Augusto de Burgos, Alonso fou el primer de la seva família en instal·lar-se a la vila de Madrid vers el 1403. Consta des de l'any 1433, com consta a la documentació familiar, serví a Joan II de Castella (1405-1454) en els càrrecs de guarda major i secretari i escrivà de cambra. A més com a vassall del monarca gaudia de diversos privilegis. A partir de 1441 també apareix relacionat amb les oligarquies nobiliàries madrilenyes, com els Luján o els Vargas, i posteriorment també fou conseller del següent rei, Enric IV. Segons Pedro Sáinz de Baranda també fou comanador de l'Orde de Calatrava.

### Matrimoni
Casà amb la seva cosina segona, Isabel Gómez de Herrera, filla de Diego Gómez de Herrera, un membre de la casa d'Ampudia (Palència), mercès d'una dispensa papal de Martí V per poder casar-se datada el 1419. El matrimoni fundà una casa i un majorat per a la seva descendència a Madrid, al barri de la parròquia de San Juan, a més d'una capella a la mateixa església al costat de l'Evangeli de l'Altar Major. Tingueren com a fills al seu successor, Diego, que arribà a ser conseller d'Enric IV i dels Reis Catòlics, Gómez, també conseller dels monarques castellans, Beatriz, que casà amb el senyor d'Arauza a Salamanca, i Juana, casada amb Alonso González de Villanueva.